# Tuomas Takala
Tuomas Takala, född 1949, är en finländsk pedagog. Han är son till Martti och Annika Takala.
Takala blev samhällsvetenskaplig doktor 1983, biträdande professor i pedagogik vid Tammerfors universitet 1992 samt sedermera professor i ämnet där.